# Hydra-Shok

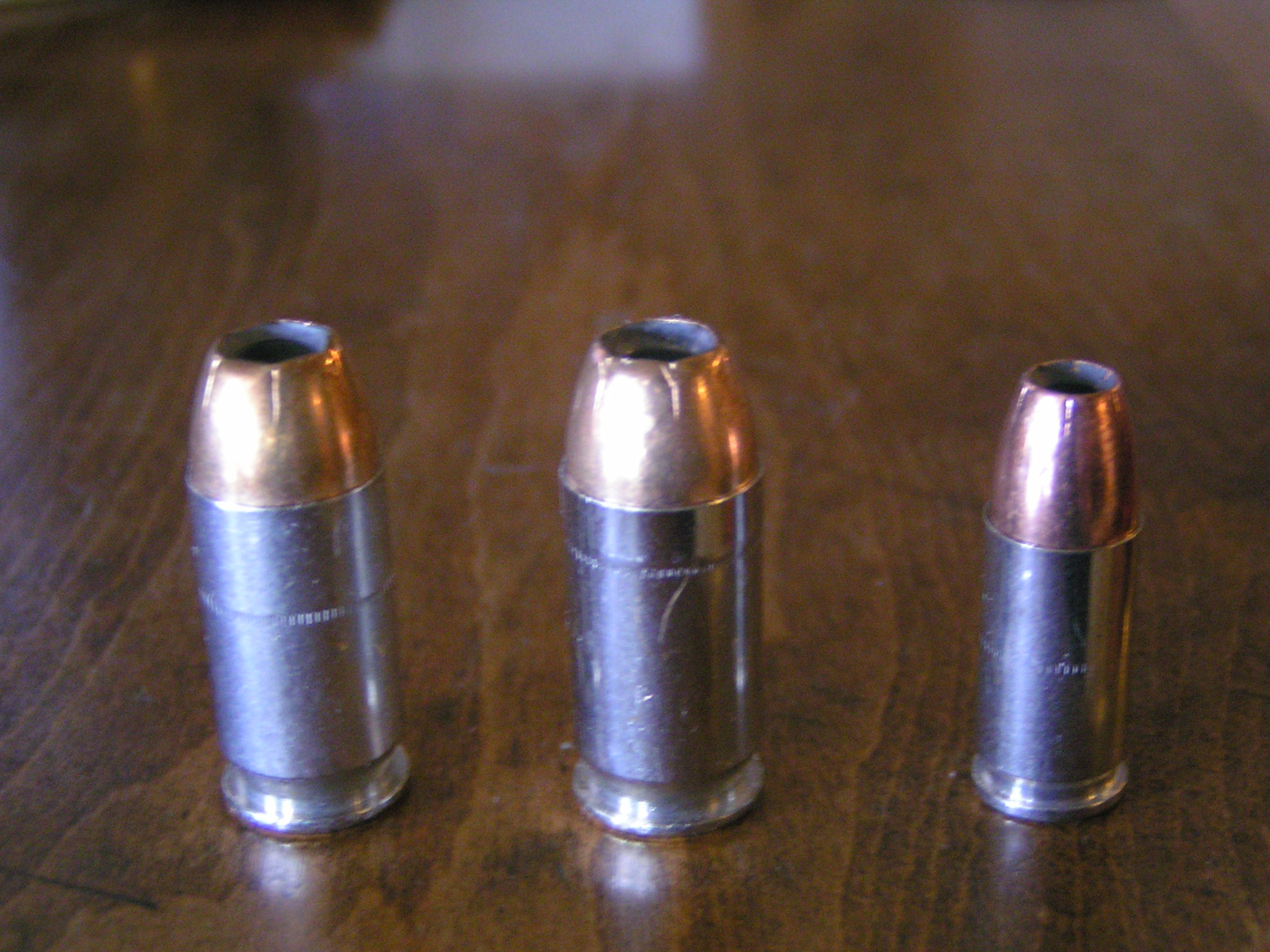
Três cartuchos Federal Hydra-Shok. Da esquerda para a direita: .45 ACP de 230 grãos, .45 ACP de 165 grãos, e 9 mm de 147.

Hydra-Shok é a designação de um tipo de bala de ponta oca feito pela Federal Premium Ammunition. 
O design da Hydra-Shok foi originalmente patenteado pelo designer de munições Tom Burczynski.
A linha "Hydra-Shok" foi lançada em 1988 depois que o FBI solicitou uma bala com balística terminal melhor do que o design tradicional de "jaqueta" e "núcleo".

## Projeto
A munição Hydra-Shok apresenta um design de haste central patenteado exclusivo e jaqueta entalhada com um núcleo de chumbo não ligado. Juntos, eles devem fornecer expansão mais confiável e penetração mais profunda do que os outros projéteis usados naquela época. Designs de balas com "postes" centrais, como a Hydra-Shok, têm resultados mais previsíveis e, portanto, oferecem alguma vantagem como projétil. O fabricante diz que a jaqueta ranhurada e o "poste" central fornecem uma expansão "programada". Tem havido muito debate sobre a expansão não confiável da bala quando disparada através de roupas ou outros materiais que não a gelatina balística, na qual a bala normalmente exibe uma expansão muito rápida, resultando em uma cavidade de ferimento maior, porém mais raso do que seria típico da maioria das outras configurações de bala no mesmo calibre e peso semelhante.

## Calibres
A Hydra-Shok está disponível em vários calibres: 9 mm, 10 mm, .32 ACP, .380 ACP, .38 S&W Special, 327 Federal Magnum, .357 Magnum, .40 S&W, .45 ACP, .45 GAP, and .44 Magnum. Ela também pode ser encontrada em balotes de escopetas de calibre 12.